# Radio City Music Hall
Radio City Music Hall er et teater i New York. Teatret ligger i Rockefeller Center, i nærheden af Times Square på Manhattan. Radio City åbnede i 1932, og interiøret er udført i glas, aluminium, krom og geometrisk ornamentering i art deco-stil, typisk for tidens arkitektur i New York. Med 5933 siddepladser var teatret verdens største da det åbnede, og det regnes som USA's største indendørs teater.
Bl.a. den årlige MTV Video Music Awards-forestilling, Tony Awards og Grammy-prisuddelingen holdes i Radio City.

## Eksterne links
- Officielle hjemmeside Arkiveret 18. september 2006 hos  Wayback Machine

- Wikimedia Commons har flere filer relateret til Radio City Music Hall

40°45′35″N 73°58′45″V / 40.75972°N 73.97917°V